# Reattore VM
I reattori VM sono reattori nucleari ad acqua pressurizzata (PWR) che utilizzano come combustibile uranio con una concentrazione del 20% dell'isotopo 235. Essi sono usati singolarmente o in coppia dalla Marina russa.

## Versioni
I reattori VM-A sono usati in coppia per alimentare i sottomarini di classe Hotel, di classe Echo e di classe November. Ogni reattore produce 70 MW, per un totale di 140 MW. Il K-19 utilizzava questi reattori.
I reattori VM-4 producono circa 70-90 MW di potenza. I sottomarini che usano questo tipo di reattori sono la classe Charlie I/II, la classe Victor I/III, la classe Delta e la classe Yankee.
I reattori VM-5 sono usati in coppia nel sottomarino di classe Papa. Producono complessivamente 177 MW di potenza.